# 韩德馨
韩德馨（1918年9月6日—2009年10月17日），男，江苏如皋人，中国煤炭专家。

## 生平
1942年毕业于西南联合大学。1995年当选为中国工程院院士。